# Курманалиев, Муса Курманалиевич
Муса Курманалиевич Курманалиев (ног. Муса Курманали улы Курманалиев, 15 марта 1894, Кара-Тюбе, Ставропольская губерния, Российская Империя — 1970, Ставропольский край, СССР) — ногайский поэт, писатель и просветитель. Один из основоположников ногайской письменности.

## Биография
Родился 15 марта 1894 года в ногайском селе Кара-Тюбе в семье батрака. Обучался в школе при мечети, изучая богословие, а также грамматику арабского языка, риторику, логику, математику и другие науки. Уже в молодом возрасте начинал увлекаться литературной деятельностью.
В 1920 году при участии ученого-энциклопедиста Абдулхамида Джанибекова становится одним из первых учителей открывшейся в родном ауле советской школы, где вместе с Зеидом Кайбалиевым, своим сподвижником, занимается продвижением образования в ногайских аулах Дагестана, Карачаево-Черкесии и Чечни. Также принимает участие в создании ногайской письменности на основе латинской, а затем кириллической письменности, создания первого ногайского букваря и учебников по родной литературе и грамматике. Был первым составителем русско-ногайского и ногайско-русского словарей.
Также занимался литературной деятельностью. Свое первое стихотворение написал в 1918 году. А в 1931 году выпустил свой первый поэтический сборник «Песни детей». В последующие годы издавал свои книги в Северо-Кавказском и дагестанском издательствах, в частности, такие как «Мелодии малышей», «Весенние нотки», «Крылатое сердце», «Голос степи» и другие. Одной из его известных поэм была «Тучи рассеялись», ставшая любимой среди ногайцев. В своих произведениях использовал местные краеведческие и фольклорные материалы. Он писал о природе, животном мире, трудовой деятельности народа, о быте ногайского народа, о его культурных традициях и прогрессивных обычаях. За период его жизни было написано около пяти поэтических книг. Кроме того, переводил на ногайский язык стихи, сказки и поэмы классиков и современников русской литературы, таких как Пушкин, Лермонтов, Чуковский, Маршак и другие.
Член Союза писателей СССР с 1936 года.
С 1952 по 1957 год был преподавателем Кизлярского педагогического училища, при его участии было открыто ногайское отделение. Долгие годы занимал должность заведующего отделом народного образования ногайского райисполкома.
Скончался в 1970 году в Ставропольском крае.

## Память
- В селении Кара-Тюбе Нефтекумского района Ставропольского края в честь Мусы Курмангалиева названа одна из средних школ, в которой также был установлен его скульптурный бюст.
- Именем Мусы Курмангалиева в селе Кунбатар Ногайского района была названа одна из школ.
- В Терекли-Мектебском педагогическом колледже установлен памятник.